# Lista de capítulos de Deadman Wonderland
O mangá Deadman Wonderland escrito por Jinsei Kataoka e ilustrado por Kazuma Kondoue, foi publicado pela editora Kadokawa Shoten na revista Shonen Ace. O primeiro capítulo de Deadman Wonderland foi publicado em maio de 2007 e a publicação encerrou em julho de 2013 no capítulo 57, contando com 13 volumes. Nesta página, os capítulos estão listados por volume, com seus respectivos títulos originais (títulos originais na coluna secundária, os volumes de Deadman Wonderland não são titulados).
No Brasil, é licenciado pela editora Panini e foi publicado entre agosto de 2011 e fevereiro de 2014.

## Volumes 1~6
| - 1. Quem matou Cock Robin? - 2. Regra da regra - 3. Feliz corrida para a Morte - 4. ESCRAVO DO ASSASSINO | - 1. Who killed Cock Robin? - 2. Rule of rule - 3. Dying happy Dog race - 4. SLAYER'S SLAVE |

| - 5. MÁQUINA MORTÍFERA - 6. Garganta do Corvo - 7. FESTIVAL DE CADÁVERES - 8. Majestade Sedenta de Sangue | - 5. NECRO MACRO - 6. Crow Craw - 7. CARNIVAL СORPSE - 8. Bloodthirsty Majesty |

| - 9. Flor Mentirosa - 10. bingo super MAU - 11. Tempo Passado, Fim Apertado - 12. Corrente Ferida | - 9. Liar Flower - 10. big BAD bingo - 11. Past Time, Tight End - 12. Scar Chain |

| - 13. Nublado Depois Ensolarado - 14. TOQUE O SINO DELA - 15. Homem é o Arquiinimigo do homem - 16. Biscoitos Salgados | - 13. Cloudy After Sunny - 14. RING HER BELL - 15. Man is the Archenemy for man - 16. Salty Cookies |

| - 17. RESPOSTA DO PERDEDOR - 18. Gangue Corrente - 19. Dia chuvoso sangrento - 20. Nirvana do Alívio - 21. Fantasma no Sol | - 17. LOSER'S ANSWER - 18. Chain Gang - 19. Bloody rainy day - 20. Relief to Nirvana - 21. Ghost in the Sun |

| - 22. Língua e todos os dias - 23. O ROSTO FALSO - 24. Canção Raivosa, Sob Paz - 25. Queimando Fracasso - 26. CÉU AZUL com DEMÔNIOS AZUIS | - 22. Tongue and every day - 23. THE FAKE FACE - 24. Anger Song, Under Peace - 25. Failure Firing - 26. BLUE SKY with BLUE DEVILS |

## Volumes 7~13
| - 27. Tudo bem a noite Toda - 28. Máscara ou Mente - 29. Nunca diga nunca de novo - 30-31. Estúpido Estupendo | - 27. All right All night - 28. Mask or Mind - 29. Never say never again - 30-31. Stupendous Stupid |

| - 32. Cão-come-cão - 33. Radiante beleza-fodona - 34. Fogo Nu - 35. Dado com Morte - 36. TCHAU TCHAU QUERIDO | - 32. Dog-eat-dog - 33. Beaming beauty-badass - 34. Bare Fire - 35. Dice with Death - 36. BYE BYE BABY |

| - 37. Punho Feroz - 38. JOGO FINAL - UMA CHAMA - 39. Desespero Despótico - 40. O Começo Do fim | - 37. Beast Fist - 38. END GAME - A FLAME - 39. Despotic Despair - 40. The Beginning of The ending |

| - 41. Liberdade ou Martírio - 42. Mate minha Vontade - 43. CENTRO DA TEMPESTADE - 44. Confrontado com o destino | - 41. Freedom or Martyrdom - 42. Kill my Will - 43. STORM CENTER - 44. Faced with fate |

| - 45. Passado - a Paixão - 46. Golpe Perverso - 47. Cante um Pecado - 48. flor Abortiva na Superfície | - 45. Past - the Passion - 46. Whacked Wicked - 47. Sing a Sin - 48. Aboveground Abortive flower |

| - 49. Cara a Cara - 50. Confiança na Arma & Cidade de Brinquedo - 51. Morrer em um Diamante - 52. Absurdo desfigurado | - 49. Face to Face - 50. Toygun & Toytown Trust - 51. Die in a Diamond - 52. Haggard absurd |

| - 53. Fobia de amor - 54. A razão calada - 55. Um desejo tolo - 56. ÚLTIMA DANÇA - 57. Mas o desfile vai continuar | - 53. Love phobe - 54. The shut up reason - 55. A foolish wish - 56. LAST DANCE - 57. But parade will go on |